# 엄운규
엄운규(嚴雲奎, 1929년 12월 23일~2017년 6월 12일)는 대한민국의 무술가가이자, 태권도계의 원로이며 세계태권도연맹 부총재 및 국기원 원장, 대한태권도협회 사무총장직을 지내며 태권도의 보급 및 기틀을 마련하는데 힘 썼다.

## 생애
1940년대, 청도관 창설자인 이원국에게 태권도를 배우게 되었다.
이후 당시 대통령이던 이승만이 참석한 기념식의 태권도시범에서 태권도 9개관에서는 각각 대표를 내세워 겨루기 시범을 보이기로 했는데 당시 청도관 최고 실력자였던 엄운규였기에 군 복무 중인 엄운규를 특별휴가까지 받게 하여 대표로 참가시켰고 창무관 이종우와의 대결에서 압도적인 모습을 보였다.
또한 몸이 매우 날렵 해 당시 '손날치기의 장인'이라 불렸으며, 당시 발기술만큼은 그를 따라올 수 있는 이가 없었다고 한다.
또한 이원국게 옆차기와 돌려차기를 배운 후 한국전쟁이 일어나기 전에 기존의 발차기를 자신의 체형에 맞게 습득해 응용하고 창안했고 그렇게 탄생된 것이 ‘이단 옆차기’와 ‘뒤돌려차기’, ‘뒤돌아 옆차기’ 였으며, 엄운규는 당시를 회상하며, “이런 기술은 나 밖에 하지 못했다.”고 이야기 했다.
2017년 6월 12일, 노환으로 인해 별세했으며
장례는 국기원, 세계태권도연맹, 대한태권도협회, 태권도진흥재단 등의 태권도 단체들이 함께 ‘태권도장으로 13일 오전 8시 국기원에서 거행되었으며, 빈소는 서울시 서초구 반포동에 있는 서울성모장례식장에 마련되었고
장례위원장은 세계태권도연맹 조정원 총재, 국기원 홍성천 이사장, 대한태권도협회 최창신 회장, 태권도진흥재단 김성태 이사장 등 4명이 공동으로 맡았으며, 국기원은 그에게 국기원 원장의 태권도 발전을 위한 공헌을 기리기 위해 추서 10단을 수여했다.

## 수상 내역
- 기린장 (1975년)
- 백마장 (1976년)
- 태권도원 현액 (2016년)
- 청룡장 (2017년)

## 경력 상세
- 1973 - 1974년 :연세대학교 경영대학원(경영연구)

- 1946년 3월:태권도 청도관 입관
- 1961 - 1978년 :대한태권도협회 상근부회장 및 사무총장
- 1975 - 1996년 :서울특별시 체육회 이사
- 1978 - 1989년 :세계태권도연맹 집행위원
- 1981 - 1997년 :서울특별시태권도협회 회장
- 1981 - 1997년 :대한태권도협회 상근부회장
- 1986년 2월:제10회 아시아경기대회 태권도경기 사무총장 역임
- 1987년 3월:제24회 서울올림픽 조직위원회 태권도경기 운영위 부위원장
- 1989 - 2000년 :세계태권도연맹 부총재
- 1989 - 2001년 :재단법인 국기원 부원장
- 1993 - 2000년 :재단법인 대한체육회 이사
- 1997년 5월:제2회 부산 동아시아 경기대회 한국선수단 부단장
- 2004 - 2009년 :국기원 이사장 및 원장
- 2010 - 현재 :국기원 원로위원회 위원
- 1975년 9월:체육훈장 기린장
- 1975년 4월:태권도 9단 승단
- 1977년 12월 :체육훈장 백마장
- 1989년 12월 :서울특별시 문화상(체육부문) 수상
- 1999년 8월:러시아 꼼사몰스키-나-아무레 국립교육대학 명예 교육학 박사

2016년 9월:‘태권도를 빛낸 사람들’(태권도원) 헌액

## 관련 책
- 이원국 (저자: 손천택, 서정원/출판사: 국기원)